# Amphicyon ingens
Il cane-orso gigante è un mammifero appartenente alla famiglia Amphicyonidae, ritrovato in Nord America. Sono vissuti fra i 17,5 e i 8,8 milioni di anni fa, dal Burdigaliano al Tortoniano.

## Descrizione
Assomigliava a un orso bruno per la corporatura, ma era più lungo (in media 2,5 m di lunghezza), più pesante (fino a 600 kg), e col muso simile a quello di un lupo.

## Biologia

### Comportamento
Per cacciare non correva per lunghe distanze, dato che l'omero in proporzione alle ossa dell'avambraccio non era abbastanza lungo, ma attendeva nascosto la preda, attaccandola alla sprovvista. Il cane-orso gigante scacciava altri predatori, come il deodonte e l'Epicyon, grazie alle sue dimensioni.

## Ritrovamenti
I primi fossili furono ritrovati in Nebraska, e in seguito furono fatti ritrovamenti in Nuovo Messico, California e Colorado.